# اوا-ماریا تن السن
اوا-ماریا تن السن (به انگلیسی: Eva-Maria ten Elsen) (زادهٔ ۱۴ سپتامبر ۱۹۳۷) شناگر اهل آلمان است.